# Monkland and Stretford
Monkland and Stretford est une paroisse civile du Herefordshire, en Angleterre.